# Cut (album)
Cut je šestnácté studiové album nizozemské hardrockové skupiny Golden Earring, vydané v roce 1982 společnostmi 21 Records a Mercury Records. Album obsahuje i jeden z největších hitů skupiny, skladbu „Twilight Zone“. Album produkoval Shell Schellekens, stejně jako dvě následující. V nizozemské hitparádě se umístilo na první příčce. V americké Billboard 200 dosáhlo 24.; šlo o nejlepší umístění po albu Moontan (1973), které se umístilo na 12. místě. Na obalu alba byla použita fotografie od Harolda Eugenea Edgertona.

## Seznam skladeb
| Pořadí         | Název                    | Autor                      | Délka |
| -------------- | ------------------------ | -------------------------- | ----- |
| 1.             | The Devil Made Me Do It  | Barry Hay, George Kooymans | 3:25  |
| 2.             | Future                   | Kooymans                   | 5:25  |
| 3.             | Baby Dynamite            | Hay                        | 5:15  |
| 4.             | Last of the Mohicans     | Hay, Kooymans              | 4:09  |
| 5.             | Lost and Found           | Rinus Gerritsen, Hay       | 4:00  |
| 6.             | Twilight Zone            | Kooymans                   | 7:58  |
| 7.             | Chargin' Up My Batteries | Hay, Kooymans              | 4:17  |
| 8.             | Secrets                  | Hay                        | 4:04  |
| Celková délka: | Celková délka:           | Celková délka:             | 38:35 |

## Sestava
- Rinus Gerritsen – baskytara, klávesy
- Barry Hay – kytara, zpěv
- George Kooymans – kytara, zpěv
- Robert Jan Stips – syntezátor
- Cesar Zuiderwijk – bicí
- Steve Clisby – doprovodné vokály
- Omar Dupree – doprovodné vokály
- Evert Nieuwstede – doprovodné vokály